# Norbert von Iburg

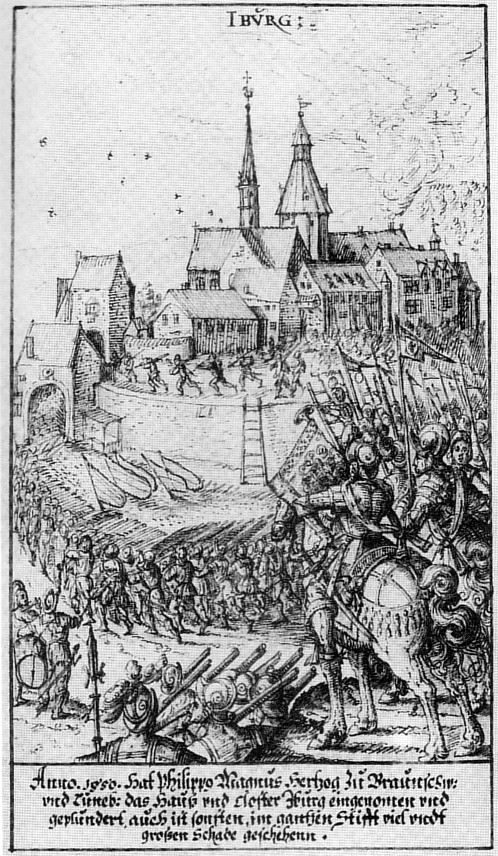
Norbert war im 11. Jahrhundert Abt des Klosters Iburg (Darstellung von 1533)

Norbert von Iburg (lat: Nortberto Abbate Iburgensi; auch Nortbert Abt von Iburg und Norbert Abt von Iburg; * 11. Jahrhundert vermutlich in Brabant; † 4. Dezember 1117 in Iburg) war Benediktinermönch und Abt der Benediktinerabtei Iburg, die der Osnabrücker Bischof Benno II. 1080 gegründet hatte.
Norbert gilt als Verfasser der Vita Bennonis II. episcopi Osnabrugensis (deutsch Das Leben des Bischofs Benno II. von Osnabrück), der Biografie Bennos.

## Leben
Norbert wurde vermutlich im Herzogtum Brabant geboren und kam durch seinen Onkel, der ihn erzog, nach Köln an den Sitz des Erzbischofs. Sein Onkel war Domscholaster in Köln zur Zeit Anno II., Benno war bis 1068 Annos vicedominus. Norbert ging als Kanoniker nach Bamberg und trat in das 1064 von dem Kölner Erzbischof gegründete Kloster in Siegburg, die Benediktiner-Abtei Michaelsberg, ein.
Zum Siegburger Kloster, einer Reformabtei im Zuge der Reformen von Cluny, hatte Benno II. enge Verbindung und kannte deren Abt Reginhard persönlich. Das Iburger Kloster geriet in der Zeit von Bennos Aufenthalt in Italien zwischen 1082/1084 unter Abt Adalhard in schwere äußere Bedrängnis. Adalhard war 1082 als zweiter Abt aus Siegburg nach Iburg gekommen. Benno II. ließ sich nach seiner Rückkehr aus Italien für die letzten Jahre seines Lebens im Iburger Kloster nieder. Als Abt Adalhard schwer erkrankte und Iburg 1085 verließ, wurde Norbert aus Siegburg nach Iburg entsandt und, wahrscheinlich auf Grund Reginhards Empfehlung, dort dritter Abt.
Nach dem Tod Bennos im Jahr 1088 im Iburger Benediktinerkloster entbrannte Streit um den Ort seiner Beisetzung zwischen dem Kloster in Iburg und dem Klerus des Doms St. Peter in Osnabrück, dem eigentlichen Bischofssitz. Dabei setzten sich die Mönche unter Abt Norbert durch, die sich darauf beriefen, mit der Beisetzung in Iburg dem Willen Bennos zu entsprechen. Sie drohten außerdem damit, das Kloster aufzugeben. Zudem sei In Osnabrück mit den sterblichen Überresten von Bischöfen sorglos umgegangen worden. Benno wurde schließlich in der Klosterkirche St. Clemens beigesetzt, in der sich sein Grab bis heute befindet.
Die anonym verfasste Vita des Bischofs wurde zwischen 1090 und 1100 im Iburger Benediktinerkloster geschrieben. Sie wird von Historikern gegenüber Hagiographien als sachlich, ungeschminkt und tatsachenreich bezeichnet. Der Verzicht auf Schönfärberei sei „in diesem hohen Maß innerhalb der mittelalterlichen Biographik etwas Außergewöhnliches“. Das Original der Schrift ist nicht erhalten. Dass es sich um das Werk des Abtes Norbert handelt, ist unstrittig.

## Werke
- Nortberto Abbate Iburgensi: Vita Bennonis II. episcopi Osnabrugensis